# 馬廖沃區
57°19′N 32°05′E / 57.317°N 32.083°E
馬廖沃區（俄语：Марёвский район），是俄羅斯的一個區，位於該國西北部，由諾夫哥羅德州負責管轄，始建於1927年10月1日，面積1,800平方公里，2010年人口4,673，人口密度每平方公里2.6人。